# Gravon
Gravon – miejscowość i gmina we Francji, w regionie Île-de-France, w departamencie Sekwana i Marna. Przez miejscowość przepływa Sekwana. 
Według danych na rok 1990 gminę zamieszkiwało 86 osób, a gęstość zaludnienia wynosiła 11 osób/km² (wśród 1287 gmin regionu Île-de-France Gravon plasuje się na 1059. miejscu pod względem liczby ludności, natomiast pod względem powierzchni na miejscu 500.).